# Accoppiamento ossidativo
Un accoppiamento ossidativo è una reazione di chimica organica che coinvolge due substrati idrocarburici i quali, in presenza di un catalizzatore spesso di tipo metallico, generano radicali liberi che condensando formando un nuovo legame (generalmente C-O, C-N, oppure C-C), per cui lo stato di ossidazione degli atomi coinvolti nell'accoppiamento risulta superiore.
Le reazioni di accoppiamento ossidativo si dividono comunemente in due ulteriori classi: 
- accoppiamento incrociato, in cui due molecole differenti reagiscono fra loro; un esempio ne è la reazione dell'alogenuro di un arilmagnesio con un cloruro arilico in presenza di cloruro di nichel come catalizzatore, per formare un biarile.
- omoaccoppiamento, dove si ha un solo substrato; sempre nell'esempio di formazione di un biarile si può citare la reazione di Ullmann in cui un alogenuro arilico reagisce in presenza di rame come catalizzatore. Questa reazione richiede generalmente temperature più alte.

Rappresenta un tipo di reazioni molto importante nella sintesi organica in quanto permettono creare legami carbonio-carbonio e carbonio-eteroatomo.
Un esempio importante è quello in cui un gruppo principale di un composto organometallico (dove gli atomi di carbonio si legano a un atomo di metallo mediante legame covalente) del tipo R-M (R=frammento organico e M=centro del gruppo principale) reazione con un alogenuro organico del tipo R'X con la formazione di un nuovo legame carbonio-carbonio per dare come prodotto R-R':
{\displaystyle R-M\ +\ R'-X\ \to R-R'\ +\ M-X}
I contributi per lo studio di questo genere di reazioni da parte di Ei-ichi Negishi e Akira Suzuki furono riconosciuto con il Premio Nobel per la chimica nel 2010, premio condividiso con Richard Heck.

## Meccanismo
Il meccanismo di reazione, generalmente, inizia con una addizione ossidativa di un alogenuro organico con la presenza di un catalizzatore. Successivamente, il secondo substrato subisce una transmetallazione che dispone i due substrati nello stesso centro metallico. L'ultimo passo è l'eliminazione riduttiva dei due substrati di accoppiamento per rigenerare il catalizzatore e formare il prodotto organico stabilito.
I gruppi organici insaturi si accoppiano più facilmente, soprattutto grazie alla facilità con danno una reazione di addizione: i prodotti intermedi, quindi, sono meno inclini alla reazione di eliminazione dell'idruro.
I tassi di eliminazione riduttiva reguono questo ordine: vinile-vinilo > fenile-fenilo >alchile-alchilo.

### Catalizzatori
Il catalizzatore metallico più comune è il palladio, anche se alcuni processi usano spesso nichel e rame. Le reazioni catalizzate dal palladio hanno moltiplici vantaggi tra cui la tolleranza al gruppo funzionale e la bassa sensibilità all'acqua e aria dei composti di organopalladio.

### Gruppo uscente
Il gruppo uscente X, generalmente, è bromuro, ioduro o triflato: i gruppi uscenti ideali sono i cloruri per il fatto sono più economici di altri composti simili. I metalli del gruppo principale nel composto organometallico sono stagno, zinco o boro.

### Condizioni dell'accoppiamento
Premesso che molte reazioni di accoppiamento includoro reagenti suscettibili all'acqua e ossigeno, è opportuno supporre che tutte le reazioni di accoppiamento si realizzino escludendo l'acqua. Tuttavia, si possono realizzare accoppiamenti con composti di palladio in soluzione acquosa, usando fosfina solforosa solubile in acqua, ottenuta dalla reazione di trifenilfosfina con acido solforico. In generale, l'ossigeno dell'aria altera più dell'acqua in quanto le reazioni vengono prodotte attraverso complessi metallici insaturati che possiedono 18 elettroni di valenza.

## Tipi di accoppiamento
Le reazioni di accoppiamento possono così classificarsi:
| Reazione                                        | anno | substrato A | substrato A | reagente B | reagente B | omo/incrociata | catalizzatore | note             |
| Reazione di Wurtz                               | 1855 |             |             | R-X        | sp³        | omo            | Na            |                  |
| Reazione di Glaser                              | 1869 |             |             | R-X        | sp         | omo            | Cu            |                  |
| Reazione di Ullmann                             | 1901 |             |             | R-X        | sp²        | omo            | Cu            |                  |
| Reazione di Gomberg-Bachmann                    | 1924 |             |             | R-N2X      | sp²        | omo            |               | richiede base    |
| Reazione di accoppiamento di Cadiot-Chodkiewicz | 1957 | alchino     | sp          | R-X        | sp         | incr.          | Cu            | richiede base    |
| Reazione di accoppiamento di Castro-Stephens    | 1963 | R-Cu        | sp          | R-X        | sp²        | incr.          |               |                  |
| Reazione di accoppiamento di Kumada             | 1972 | R-MgBr      | sp², sp³    | R-X        | sp²        | incr.          | Pd o Ni       |                  |
| Reazione di Heck                                | 1972 | alkene      | sp²         | R-X        | sp²        | incr.          | Pd            | richiede base    |
| Reazione di accoppiamento di Sonogashira        | 1973 | alchino     | sp          | R-X        | sp³ sp²    | incr.          | Pd e Cu       | richiede base    |
| Reazione di accoppiamento di Negishi            | 1977 | R-Zn-X      | sp²         | R-X        | sp³ sp²    | incr.          | Pd o Ni       |                  |
| Reazione di accoppiamento incrociata di Stille  | 1977 | R-SnR3      | sp²         | R-X        | sp³ sp²    | incr.          | Pd            | richiede base    |
| Reazione di Suzuki                              | 1979 | R-B(OR)2    | sp²         | R-X        | sp³ sp²    | incr.          | Pd            | richiede base    |
| Reazione di accoppiamento di Hiyama             | 1988 | R-SiR3      | sp²         | R-X        | sp³ sp²    | incr.          | Pd            | richiede base    |
| Reazione di Buchwald-Hartwig                    | 1994 | R2N-R SnR3  | sp          | R-X        | sp²        | incr.          | Pd            | nuovo legame N-C |
| Reazione di accoppiamento di Fukuyama           | 1998 | RCO(SEt)    | sp2         | R-Zn-I     | sp3        | incr.          | Pd            |                  |

## Altre reazioni

### Accoppiamento in mezzo acquoso
Uno studio ha mostrato una nuova reazione di accoppiamento insolita nella quale partecipa un composto organomolibdeno che si mantiene stabile per 30 anni senza mostrare alcun segno di degradazione, ma che si decompone in acqua per formare 2-butino. Secondo gli investigatori, questa nuova reazione apre la strada per la chimica organometallica in un mezzo acquoso.

### Accoppiamento di areni fluorurati
Questo metodo di accoppiamento incrociato di alogenuri arilici con areni fluorurati, catalizzato dal palladio,  fu studiato da Keith Fagnou e dai suoi colleghi di lavoro. Anche questa reazione è piuttosto insolita in quanto si tratta di un'attivazione del legame carbonio-carbonio con una differenza di elettroni:

## Applicazioni
Molte reazioni di accoppiamento sono usate nell'industria farmaceutica.